# Škoda 7Ev
A Škoda 7Ev egy cseh villamos motorvonat család. 2011-től gyártja a Škoda Vagonka Ostravában a České dráhy és más vasúttársaságok részére. A CD számára összesen 19 jármű lett megrendelve, melyek közül tizenkettő egyáramnemű (3 kV DC), hét pedig kétáramnemű (3 kV DC, 25 kV 50 Hz AC). A motorvonat 65%-a alacsony padlós.

## Változatok
| Sorozat       | Kép | Márkanév    | Darabszám | Ülőhelyek száma           | Áramnem                |
| ------------- | --- | ----------- | --------- | ------------------------- | ---------------------- |
| 440 sorozat   |     | RegioPanter | 12        | 241 ülőhely (háromrészes) | 3 kV DC                |
| 640 sorozat   |     | RegioPanter | 8         | 241 ülőhely (háromrészes) | 3 kV DC 25 kV 50 Hz AC |
| 650 sorozat   |     | RegioPanter | 6         | 147 ülőhely (kétrészes)   | 3 kV DC 25 kV 50 Hz AC |
| 660.0 sorozat |     | InterPanter | 4         | 200 ülőhely (háromrészes) | 3 kV DC 25 kV 50 Hz AC |
| 660.1 sorozat |     | InterPanter | 10        | 350 ülőhely (ötrészes)    | 3 kV DC 25 kV 50 Hz AC |

## Üzemeltetők

### Elron
Az észt Elron vasúttársaság 2020-ban vásárolt hat darab Škoda 21Ev típusú, kétáramnemű (3 kV és 25 kV-os) motorvonatot, valamint további 10 darabra vásárlási opciót írt alá, amelyet 2023-ban érvényesített. Így az észt vasúttársaság összesen 16 darab járművet szerez be. Ezek a járművek a Tallinn–Tartu-vasútvonalon állnak üzembe 2025 szeptemberétől, miután a vasútvonal Tapa és Tartu közötti szakaszának villamosítása befejeződik. Az első példány tesztelése 2024 júliusában kezdődött el.

## Galéria

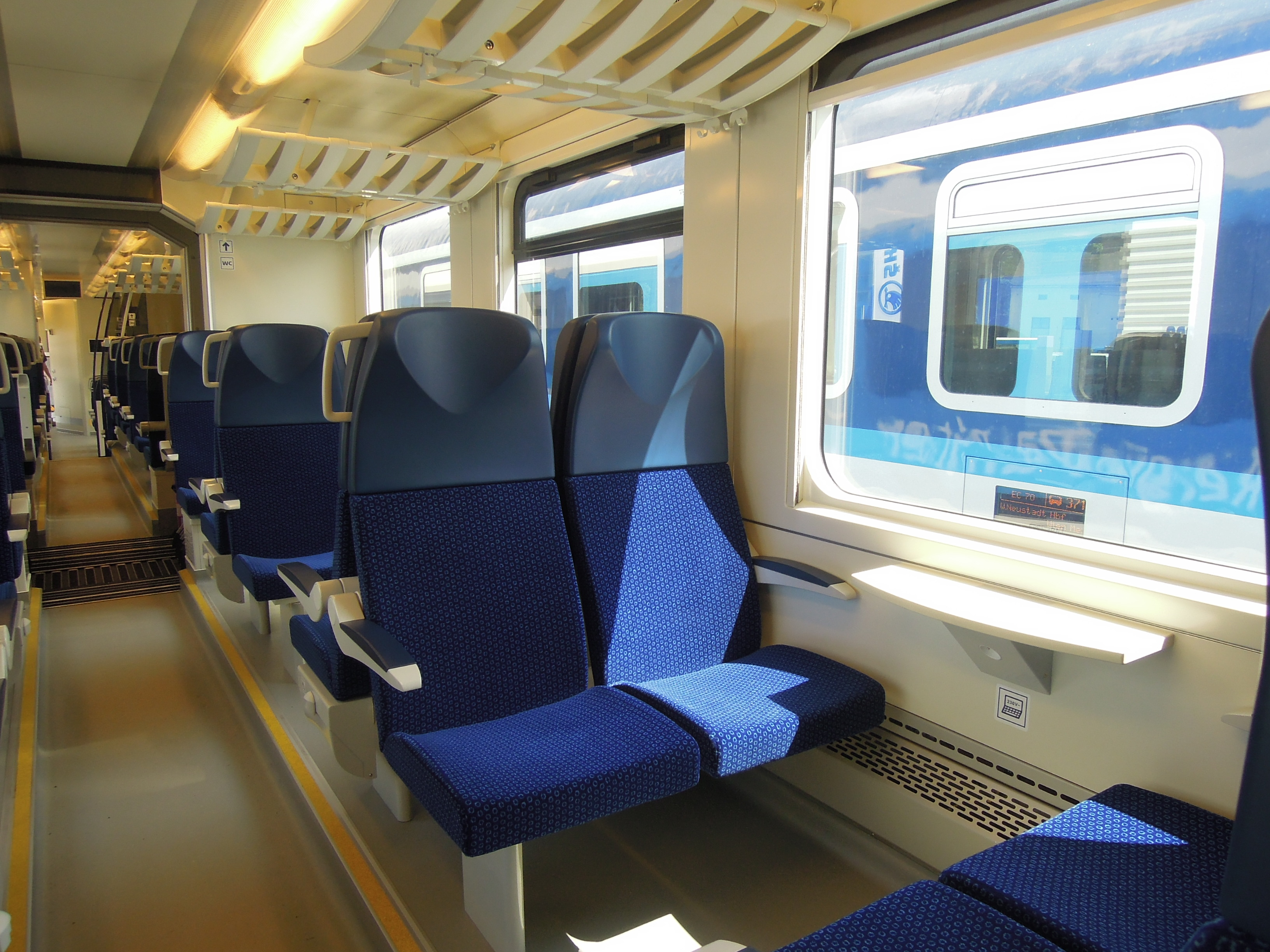
A ČD 650 sorozat belseje
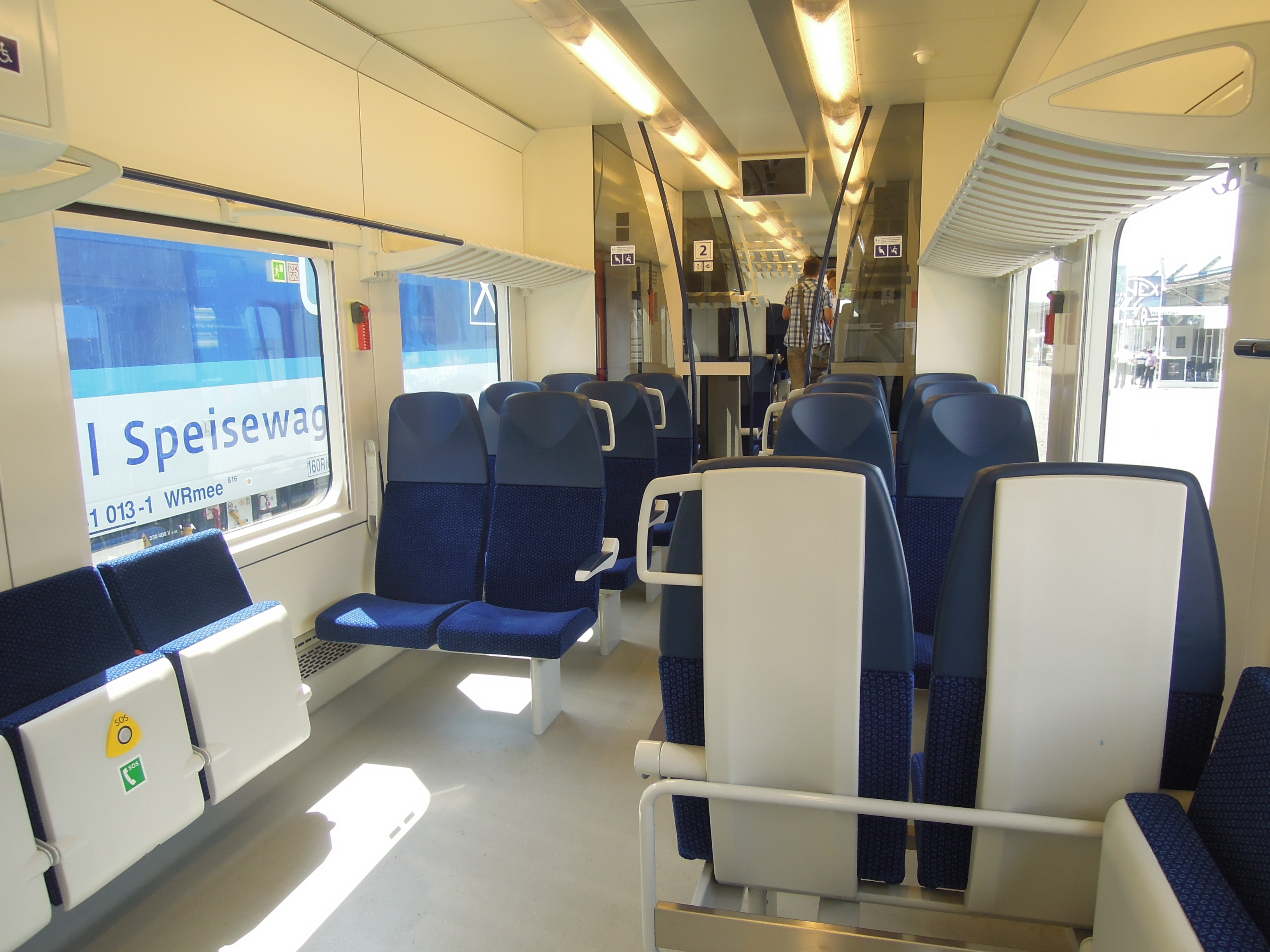
A ČD 650 sorozat belseje